# Papan
Papan (* 1943 in Hamburg; nach eigenen Angaben * 1942; eigentlich Manfred von Papen) ist ein deutscher Cartoonist.

## Werdegang
Nach einer abgeschlossenen Buchhändlerlehre ging von Papen nach Berlin und arbeitete dort als Schaffner, Nachtwächter und Requisiteur an der Schaubühne am Halleschen Ufer.
1968 erschienen erste Zeichnungen in der Zeit, in der Süddeutschen Zeitung und im Stern. Ab 1972 zeichnete er exklusiv für den Stern. Seine Rubriken „Dingsbums“ und „Der undressierte Mann“ gehörten viele Jahre zu den meistbeachteten Cartoonseiten im Heft.
Papan hat rund 30 Bücher veröffentlicht. Seit 1999 lebt er in München, wo er eine kleine Galerie in der Pariser Straße 23 betreibt.

## Ausstellungen
- 2015, Markgräfler Museum Müllheim: Der ganz alltägliche Wahnsinn, Bilder und Objekte.[4]

## Bücher (Auswahl)
- Hinz & Kunz. Rogner's Edition bei Ullstein, Frankfurt/M. 1979, ISBN 3-548-38501-X
- Papan's undressierte Männer. Cartoon-Caricature-Contor, München 1979, ISBN 3-8218-3000-X.
- Miezhaus. Mahnert-Lueg Verlag, 1981.
- Der undressierte Mann.  Rowohlt Taschenbuch Verlag, Reinbek bei Hamburg 1984, ISBN 3-499-15456-0
- Schwamm drüber. Lappan Verlag, 1990.
- Die absolute Fotoleere. Ein satirisches Vergnügen von Papan. 1991.
- mit Franziska Becker: Hin und Her. EMMA Frauenverlag, 1988.
- mit Martin Stankowski: Der Tiger von Köln. Sagen und Legenden für Kinder und Erwachsene. 1993.
- Zeit verschenken. Verlag Antje Kunstmann 2008, ISBN 978-3-88897-504-2.
- Familiengerechte Katastrophen. Wandkalender. 2011.
- Eddie Flitzefuß im Krankenhaus – Eine Erzählung für Kinder im Krankenhaus. W. Zuckschwerdt Verlag, 2012, ISBN 978-3-86371-071-2.